# J・A・シーザー
J・A・シーザー/ジュリアス・アーネスト・シーザー（Julious Arnest Seazer、本名：寺原 孝明、1948年10月6日 - ）は、日本のソングライター、演出家。演劇実験室◎万有引力主宰者。宮崎県生まれ、静岡県育ち。

## 略歴
1969年上京。専門学校東京デザイナー学院（現専門学校東京クールジャパン）中退。同じ東京デザイナー学院の同級生に高田純次がいる。後に寺山修司に出会い「演劇実験室・天井桟敷」に入団、音楽と演出を担当。1983年、自ら「演劇実験室◎万有引力」を結成。2005年に開催された愛知万博では瀬戸日本館（日本国政府出展）で上演された「群読叙事詩劇・一粒の種」の脚本・演出を担当。
2012年5月に新宿FACEで32年ぶりに、「J・A・シーザーコンサート」を行う。若手のアジアンクラックバンドに加え、天井桟敷時代の「シーザーと悪魔の家」のギタリスト森岳史が32年ぶりに参加。同年9月には渋谷La.mamaでほぼ同メンバーによるミニコンサートを開催。天井桟敷・万有引力・アジアンクラックなど様々な音源が、近年復刻・あるいは新たに発売されており、主な取り扱い元はディスクユニオン、万有引力などとなっている。

## 担当作品

### 演劇実験室・天井桟敷
- 書を捨てよ町へ出よう（1971年）
- 田園に死す（1974年）
- 冒険者たち（1975年）
- 書見機（1977年）
- 審判（1977年）
- 消ゴム（1977年）
- 一寸法師を記述する試み（1977年）
- ボクサー（1977年）
- 君には海鳴りが聞こえるか（1978年）
- 草迷宮（1979年）

### 演劇実験室◎万有引力
- さらば箱舟（1984年）
- 地下幻燈劇画 少女椿（1992年）
- トマトケチャップ皇帝（1996年）
- 演劇実験室「天井桟敷」（1996年）
- 少女革命ウテナ（1997年）
- 飛ぶは天国もぐるが地獄（1999年）

## 音楽作品
- 天井桟敷 邪宗門（1972年）
- 国境巡礼歌（1973年）
- 田園に死す（1974年）
- 天井桟敷 阿呆船（1977年）
- 身毒丸（1978年）
- さらば箱舟（1983年）
- 少女椿（1992年）※シングルCD、フランス・レザードノア社から発売
- 少女革命ウテナのサウンドトラックシリーズ
  - 絶対進化革命前夜（1997年）
  - バーチャルスター発生学 （1997年）
  - 体内時計都市オルロイ（1998年）
  - 天使創造すなわち光（1998年）
  - さあ、私とエンゲージして…（1998年）
  - 麗人ニルヴァーナ来駕 〜ボクのアンドロギュヌス〜（1999年）
  - アドゥレセンス黙示録 薔薇卵蘇生録ソフィア -中世よ甦れ!-（1999年）
  - アドゥレセンス黙示録 オリジナルサウンドトラック 〜アドゥレセンス・ラッシュ〜（1999年）
- 狼少年（2002年）
- 天井桟敷音楽作品集（2008年）※5枚組CDボックスセット、「国境巡礼歌完全盤」ほかを収録
- 万有引力 VOL.1:1994-2007（2010年）
- 万有引力 VOL.2:1983-1993（2010年）
- 演劇実験室◎万有引力◎ 第45回本公演 夢のコンタジオン劇「螺旋階段」（2010年）
- 「釘と螺旋(ネジ)の算術法、あるいはその起源」ー演劇の発生と神との祭儀に関連するための通低オルケストラー（2010年）
- 万有引力劇中歌唱曲集 大島睦子 Sings Selection [あなたに]（2010年）
- 黙示録（2011年）
- 伝奇音楽集 鬼火 天井棧敷音楽作品集Vol.2（2012年） 5枚組CDボックスセット
- ある家族の血の起源 天井棧敷音楽作品集Vol.3（2012年）※5枚組CDボックスセット
- 奴婢訓（2012年）※1978年の劇中音楽集
- J・A・シーザーコンサート 山に上りて告げよ（2012年）※CD＋DVD、32年ぶりのライブ収録
- アフリカの印象（2012年）
- 痴夢のランプ（2012年）
- レミング 世界の果てまで連れてって（2013年）※1979年公演舞台用音源
- 身毒丸/草迷宮 天井棧敷音楽作品集vol.4（2013年）※5枚組CDボックスセット
- 国境巡礼歌 完全盤（2013年）※1973年発売のライブ盤の完全収録版
- 怪人フー・マンチュー（2013年）
- SUNA（2013年）
- 大鳥の来る日~THE END OF THE WORLD~（2014年）
- 幻想音楽劇 リア王 - 月と影の遠近法-（2014年）
- 青少年のためのJ・A・シーザー入門（2015年）
- 身毒丸 -PERFECT BOX-（2015年）
- 萱草歌=鬼蜻蜒が飛び交う日（2015年）
- 万有引力VOL.3: 2008-2014（2015年）
- 青少年のためのJ・A・シーザー探求（2015年）
- 少女革命ウテナ/わたし革命ファルサリア<<起源譜>>（2016年）
- 少女革命ウテナ/わたし革命ファルサリア<<変身譜>>（2016年）
- ある家族の血の起源（2016年）
- 寺山修司劇中歌少女詩集（2016年）
- J・A・シーザーリサイタル 荒野より（2017年）
- ドゥーブルの起源（2017年）
- シナの皇帝（2017年）
- バルバラ矮星子黙示録 -アルセノテリュス絶対復活光とオルフェウス絶対冥府闇-（2017年）
- 呪術音楽劇犬神（2017年）
- 光来復活した大歌劇 『身毒丸』（2017年）※CD＋DVD
- ウィッチクラフト《テオフィルの奇蹟》（2018年）
- チェンチ一族（2019年）※1982年作品のCD化
- 少女錬金術師 卵・バラモノガタリ（2019年）
- 赤糸で縫いとじられた物語（2019年）
- 夜叉ケ池（2019年）
- 疫病流行記（2020年）
- 萱草歌1980（2020年）
- ウワサ数え唄（2020年）

### J・A・シーザーと悪魔の家
- 異郷巡禮歌（2018年）
- ライブ&ヒストリー（2020年） ※DVD

## 書籍
- J・Aシーザーの世界（2002年）※白夜書房刊、初期ライブ音源「冥蔵歌ーＪ・A・シーザーライヴ封印歌集」付
- J・A・シーザー黙示録（2015年）※東京キララ社刊、自伝
- J・A・シーザーの世界[完全版]（2016年）※DU BOOKS刊